# リンカーン・フィナンシャル・フィールド
リンカーン・フィナンシャル・フィールド（Lincoln Financial Field）は、アメリカ合衆国のペンシルベニア州フィラデルフィアにあるスタジアム。ナショナル・フットボール・リーグ（NFL）のフィラデルフィア・イーグルスとNCAAカレッジフットボールのテンプル・オウルズ（テンプル大学）の本拠地である。フィラデルフィア南部、11番街とサウス・ダリエン通りの間のパティソン通りに位置し、I-95と並んでサウス・フィラデルフィア・スポーツコンプレックスの一部となっている。座席数は69,176席。地元の人からは「The Linc」と呼ばれている。

## 概要
2001年5月7日から2年間の工事を経て、2003年8月3日にベテランズ・スタジアムに代わりオープンした。総座席数はベテランズ・スタジアムとほぼ同数となっているが、新スタジアムには2倍の数のハイクラスシートと車椅子移動が可能な座席があり、より近代的なサービスが提供されている。建設には、LEDディスプレイと、624フィート（190メートル）以上のLEDリボンボードが含まれていた。
2002年6月、命名権をリンカーン・ファイナンシャル・グループに21年間で1億3960万ドルの契約で売却した。スタジアム建設に際し、フィラデルフィア市とペンシルベニア州は、合わせて約1億8,800万ドルの資金提供をした。 追加の建設資金として、イーグルスのシーズンチケット保有者へスタジアム建設者ライセンスを販売し、調達した。
フィラデルフィアが、陸軍士官学校（ニューヨーク州ウェストポイント）と海軍兵学校（メリーランド州アナポリス）の両校の中間地点に位置していること、スタジアムが大観衆を収容できること、そして町の歴史的な性質から、陸軍（陸軍ブラックナイツ）対海軍（海軍ミッドシップメン）のカレッジフットボールの試合（Army–Navy Game）がこのスタジアムで開催されている（2020年以降は数年に1度の開催頻度に減少している）。また、テンプル大学のディビジョン1フットボールチームも当スタジアムでホームゲームを行い、年間100万ドルの使用料をイーグルスに支払っている。メジャーリーグサッカーのフィラデルフィア・ユニオンは、本拠地のスバル・パークでは十分な座席が確保できない試合の場合、このスタジアムで著名なクラブとのエキシビションゲームを開催した。また、毎年数回サッカーの試合も開催されている。2005年、2006年、2013年の3回、NCAAラクロス・ナショナル・チャンピオンシップのホストを務めた。
2013年、イーグルスは今後2年間でスタジアムの大規模改修を行うことを発表した。プロジェクトの見積総額は1億2500万ドル以上とされ、計画では座席の拡張、2つの新しいHDビデオボード、更新されたアメニティ、WiFi、上層階同士を渡す2本の連絡橋の設置が含まれていた。これらの改修は、シーズンチケット所有者、諮問委員会、ファングループらからの調査後に決定された。スタジアム全体をカバーするWiFiの設置を含んだこれらの変更の大部分は、2013年のホーム開幕までに完了した。そして、アップグレードされたサウンドシステムとビデオボードは2014年シーズンに完成した。

## スタジアムの歴史
1994年5月6日、ロサンゼルスの映画会社チェストナット・ヒル・プロダクションズの社長兼CEOを務めていたジェフリー・ルーリーが、1億9500万ドルでイーグルスを買収。ルーリーは即座に新スタジアム建設を表明した。当時の本拠地スタジアムだったベテランズ・スタジアムに対しては、人工芝グラウンドのコンディションの悪さや、アメフトと野球の兼用であることなどに不満の声が挙がってきていた。
1999年2月2日、ペンシルベニア州当局は新スタジアム建設へ公金を拠出することを認可。続く2000年12月9日には、フィラデルフィア市当局が建設資金の一部を負担することでイーグルス側と合意した。2001年5月7日、起工。
2年以上かけて建設された新スタジアムは、2002年6月3日にリンカーン・ナショナル・コーポレーションが命名権を20年1億3960万ドルで取得したため「リンカーン・フィナンシャル・フィールド」と名付けられた。2003年8月3日、マンチェスター・ユナイテッド（プレミアリーグ）－FCバルセロナ（リーガ・エスパニョーラ）のサッカー親善試合で開場。初めてアメフトの試合が行われたのは同年8月22日、イーグルス－ペイトリオッツのエキシビジョン・ゲームだった。同年9月8日のイーグルス－バッカニアーズ戦はNFL公式戦初試合ということで、マンデーナイトフットボールで中継されるなど注目を集めたが、地元イーグルスはバッカニアーズに0－17の完封負けを喫した。
サッカーでは、2003 FIFA女子ワールドカップ開催地のひとつとなった。2016年にはコパ・アメリカ・センテナリオが開催された。2026 FIFAワールドカップの会場としても使用される予定であるが、施設命名権行使禁止規定により、会場名は一時的に「フィラデルフィアスタジアム」となる。
また、2024年は世界最大のプロレスの祭典レッスルマニアXLが行われた。

## 受賞歴

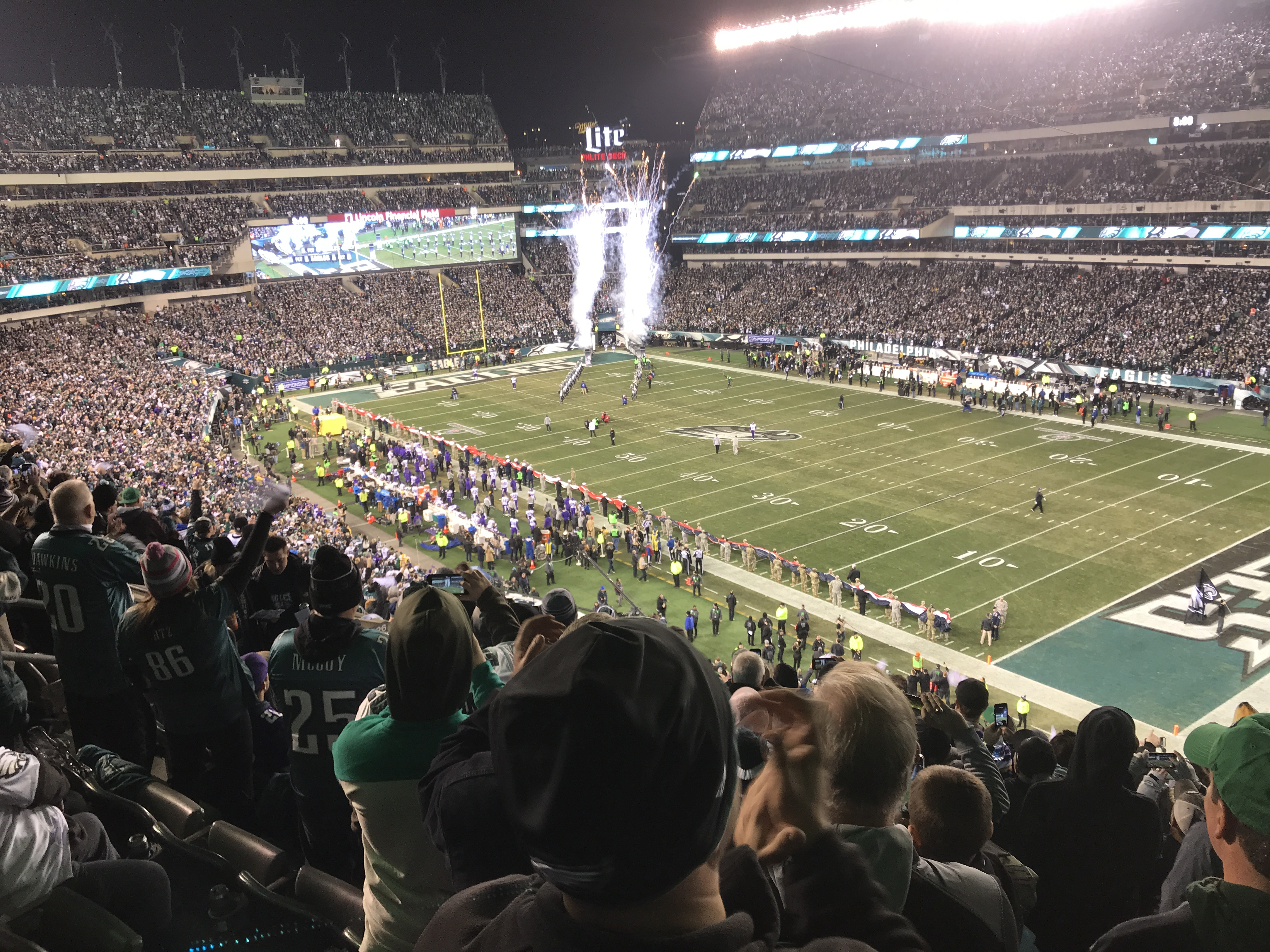
フィールドの様子（2017年）

2017年、リンカーン・ファイナンシャル・フィールドは、アメリカ合衆国エネルギー省省エネ・再生エネルギー部によって、最も環境に優しいNFLスタジアムの1つに数えられた。エネルギー効率の高い設備として、11,000枚のソーラーパネル、スタジアムの外側と上部にそれぞれ14基のUGE-4K 風力タービンが設置されており、これらの設備は施設の運営に使用する電力の30％を占めている。2013年には、動物の倫理的扱いを求める人々の会（PETA）の「ベジタリアンに優しいNFLスタジアム」リストに4年連続で最上位に選出された。